# Tokma
Tokma (ryska: Токма) är en by i Ryssland. Den är belägen i Irkutsk oblast, i den östra delen av landet, cirka 3 962 kilometer öster om huvudstaden Moskva. Tokma är beläget cirka 431 meter över havet och antalet invånare är 140.